# ایزابلا کاستیو
ایزابلا کاستیو (انگلیسی: Isabella Castillo؛ زادهٔ ۲۳ دسامبر ۱۹۹۴) بازیگر، خواننده، و بازیگر سینما اهل کوبا است. وی از سال ۲۰۰۸ میلادی تاکنون مشغول فعالیت بوده است.